# EM i fodbold for kvinder 1989
Europamesterskabet i fodbold for kvinder 1989 var det tredje EM for kvinder arrangeret af UEFA. Slutrunden, bestående af fire hold, blev afviklet i Vesttyskland 28. juni – 2. juli 1989. Kampene blev spillet i Osnabrück, Siegen og Ludenscheid.
17 hold deltog i turneringen. Først spillede de en kvalifikationsrunde bestående af 3 grupper á 4 hold og 1 gruppe á 5 hold, hvorfra de to bedste gik videre til kvartfinalerne, der blev spillet både ude og hjemme. Vinderne af kvartfinalerne kvalificerede sig til slutrunden, der bestod af semifinalerne, bronzekampen og finalen.
Værtslandet Vesttyskland blev europamester efter finalesejr på 4-1 over de forsvarende mestre fra Norge. Danmark blev slået af Sverige i kvartfinalen og kvalificerede sig dermed ikke til slutrunden.

## Kvalifikationsrunde
| Gruppe 1 | Kampe | Mål   | Point |
| Danmark  | 6     | 12-6  | 10    |
| Norge    | 6     | 10-10 | 5     |
| England  | 6     | 6-10  | 5     |
| Finland  | 6     | 9-11  | 4     |

| Gruppe 2 | Kampe | Mål | Point |
| Holland  | 5     | 8-0 | 9     |
| Sverige  | 4     | 5-2 | 4     |
| Irland   | 5     | 3-9 | 3     |
| Skotland | 2     | 1-6 | 0     |

| Gruppe 3     | Kampe | Mål  | Point |
| Vesttyskland | 6     | 18-0 | 10    |
| Italien      | 6     | 16-4 | 8     |
| Ungarn       | 6     | 8-14 | 3     |
| Schweiz      | 6     | 4-28 | 3     |

| Gruppe 4        | Kampe | Mål  | Point |
| Frankrig        | 8     | 14-3 | 12    |
| Tjekkoslovakiet | 8     | 10-3 | 12    |
| Belgien         | 8     | 7-4  | 8     |
| Spanien         | 8     | 4-8  | 6     |
| Bulgarien       | 8     | 1-18 | 2     |

### Kvartfinaler
- Danmark – Sverige 2-6 (1-5, 1-1)
- Norge – Holland 5-1 (2-1, 3-0)
- Tjekkoslovakiet – Vesttyskland 1-3 (1-1, 0-2)
- Italien – Frankrig 4-1 (2-0, 2-1)

## Slutrunde

### Semifinaler
- Vesttyskland – Italien 1-1 efs. Vesttyskland vandt 4-3 på straffespark.
- Sverige – Norge 1-2

### Bronzekamp
- Italien – Sverige 1-2 efs.

### Finale
- Vesttyskland – Norge 4-1